# Karen Legg
Karem Legg (Poole, 3 giugno 1978) è un'ex nuotatrice britannica.

## Carriera
Assieme alle compagne Janine Belton, Nicola Jackson e Karen Pickering ha vinto la staffetta 4x200m stile libero ai campionati mondiali di Fukuoka 2001.

## Palmarès
- Mondiali

Fukuoka 2001: oro nella 4x200m stile libero.
- Mondiali in vasca corta:

Hong Kong 1999: argento nella 4x200m stile libero.
Atene 2000: oro nella 4x200m stile libero e bronzo nella 4x100m stile libero.
- Europei in vasca corta

Sheffield 1998: bronzo nei 400m stile libero.
Valencia 2000: bronzo nei 200m stile libero.
- Giochi del Commonwealth

Kuala Lumpur 1998: argento nella 4x100m stile libero e nella 4x200m stile libero.
Manchester 2002: oro e nella 4x200m stile libero, argento nei 200m stile libero nella 4x100m stile libero e bronzo nei 100m stile libero e nella 4x100m misti.